# Cretacladoides
Cretacladoides is een geslacht van uitgestorven Chondrichthyes, mogelijk een falcatide, gevonden in Frankrijk en Oostenrijk. Alleen bekend van tanden, voornamelijk gevonden in de plaats Klausrieglerbach in Oostenrijk, omvat het de twee soorten Cretacladoides ogiveformis en Cretacladoides noricum. Uitgaande van een falcatide identiteit, is het het meest recente lid van de familie, die aan het einde van het Carboon uitstierf.

## Geschiedenis van ontdekking
De tanden van Cretacladoides werden ontdekt tijdens een expeditie door paleontoloog Alexander Lukeneder in 2012. De kalksteen waarin het werd gevonden, leverde een diverse tandenverzameling op en werd opgelost in azijnzuur zodat ze konden worden geëxtraheerd. In totaal bevatte zeven kilogram kalksteen ongeveer achtentachtig diagnosticeerbare tanden, waaronder eenenveertig tanden die ongetwijfeld toebehoorden aan elasmobranchen. Terwijl sommige hiervan in een eerder artikel waren beschreven, werden de andere op stompjes gemonteerd, bedekt met goud en gescand met een elektronenmicroscoop van de paleontologische afdeling van de Universiteit van Wenen.
De geslachtsnaam van Cretacladoides is een combinatie van de woorden Krijt, cladodont en het Griekse woord 'εἶδος' (oides) wat 'gelijkend' betekent, verwijzend naar de geologische leeftijd en overeenkomsten met de tanden van cladodontomorfe Chondrichthyes uit het Paleozoïcum. De soortaanduidingen betekenen 'ogivevormig' en 'uit Noricum'. Het holotype van C. noricus is NHMW 2017/0055/0001.

## Beschrijving
De tanden van Cretacladoides zijn multicuspidaal van structuur, met een cladodont-achtige kroon, en zijn minder dan een millimeter breed en hoog. De hoofdcusp is driehoekig en wordt geflankeerd door twee of drie paar laterale cusplets. Het eerste paar cusplets is erg klein, terwijl het tweede driekwart van de hoogte van de hoofdcusp bereikt. Het derde paar, indien aanwezig, is ongeveer half zo groot als het tweede paar. De snijranden zijn schijnbaar continu tussen de top van de hoofdcuspen en de cusplets. In profielaanzicht zijn alle knobbels naar binnen hellend. Het labiale kroonvlak heeft ofwel een ogive-vormige glazuurstructuur op de hoofdcusp, of twee convergerende ribbels, afhankelijk van welke tand het is.
Gezien vanaf de basis, is de wortel D-vormig, met een kleine labiale knop onder de hoofdcusp. Vanuit binnenaanzicht heeft het wortelvlak een goed ontwikkeld uitsteeksel onder de hoofdcusp. Een paar foramina opent lateraal naar dit uitsteeksel, terwijl het tweede paar zich onder een inkeping bevindt die de tweede en derde laterale cusplets scheidt. Het aborale wortelvlak heeft twee foramina, één centraal in het wortelvlak en de andere in lijn met de hoofdcusp naar de mond.

## Paleo-ecologie
Uit de vindplaats Klausrieglerbach zijn minstens drie andere Chondrichthyes benoemd, van de geslachten Altusmirus, Natarapax en Smiliteroscyllium. De eerste is een grondhaai, Smiliteroscyllium is een tapijthaai, en Natarapax kan een ctenacanthide zijn. De tanden van een galeomorfe haai van onzekere affiniteiten zijn ook gevonden. Ammonieten van de geslachten Karsteniceras en Olcostephanus zijn gevonden, waarbij de eerste wordt vertegenwoordigd door schelpen en aptychi, evenals ondersnavels van een ammoniet die lijkt op Lamellaptychus. Calpionelliden en dinoflagellaten zijn ook bekend uit dezelfde locatie.

## Late overleving
Ervan uitgaande dat Cretacladoides een lid is van de Falcatidae, een familie van symmoriiforme Chondrichthyes die overigens uitstierven in het Carboon, impliceert dit het bestaan van een 'spooklijn' of verborgen ontwikkelingslijn. Een verklaring die door de beschrijvers naar voren wordt gebracht, is dat deze diepzeehabitats bewoonde, waardoor deze lijn het Perm-Trias-extinctie kon overleven en heel weinig fossielen achterliet. Inderdaad, de diepzee paleo-omgeving van de plaats Klausrieglerbach was een dysoxische diepzee-omgeving, wat betekent dat het zeer weinig zuurstof had. Het werd beschreven in combinatie met de mogelijke ctenacanthide Natarapax trivortex, wat kan wijzen op een extra spooklijn in Frankrijk.
De interpretatie van Cretacladoides als een falcatide werd betwist door Ivanov (2022), die betoogde dat tanden van Cretacladoides slechts oppervlakkig lijken op tanden van falcatiden uit het Paleozoïcum. De auteur merkte de verschillen op in de morfologie van de tandkroon van vermeende falcatiden uit het Paleozoïcum en Krijt (verschillende vorm van knobbels, die van elkaar gescheiden zijn in Paleozoïsche tanden en met elkaar verbonden in Krijttanden; snijkant zwak ontwikkeld of ontbrekend bij Paleozoïsche tanden, maar goed ontwikkeld bij Krijt-tanden) en in de structuur van hun tandbasis. Ivanov achtte het waarschijnlijker dat vermeende falcatide tanden beschreven uit het Vroeg-Krijt van Europa in plaats daarvan zouden worden toegeschreven aan Neoselachia.